# Le Cimetière des voitures
Pour plus de détails, voir Fiche technique et Distribution.
Le Cimetière des voitures est un téléfilm français réalisé par Fernando Arrabal, interprété par Alain Bashung et diffusé en 1983.

## Synopsis
Le film est une adaptation de la pièce écrite par Arrabal en 1958.
À la lisière d'un cratère creusé par l'explosion d'une bombe atomique, une population très variée survit dans un cimetière de voitures. Tous les individus sont recherchés par la police et particulièrement l'un d'eux : Emanou. Au cours d'un concert interdit et très attendu de tous, Emanou sera trahi par l'un des siens.

## Thèmes et contexte
Une transposition de l'histoire de Jésus dans un univers d'anticipation.

## Fiche technique
- Titre : Le Cimetière des voitures
- Réalisation et scénario : Fernando Arrabal
- Musique : Alain Bashung
- Direction de la photographie : Ken Legargeant
- Bruitage : Jonathan Liebling
- Pays d'origine :  France
- Producteurs : Ken Legargeant, Romaine Legargeant
- Société de production : Antenne 2
- Format : couleur — monophonique
- Genre : téléfilm de science-fiction
- Durée : 90 minutes
- Date de diffusion : 30 avril 1983 sur Antenne 2

## Distribution
- Alain Bashung : Emanou
- Juliet Berto : Dila
- Micha Bayard : Lasca
- Roland Amstutz : Milos
- Denis Manuel : Tiossido
- Dominique Maurin : Fodère
- Boris Bergman : Topé
- Sylvie Kuhn : Absalon
- Fanny Bastien : Kittin
- Richard Leduc : Falligan
- Didier Lesour : Zépo
- Serge Feuillard : Zapo
- Daisy Amias : Saba
- Jacques Chailleux : Katar
- Marc de Jonge : Carioth
- Dominique Pinon : Ybar

## Musique du film
La raison pour laquelle Fernando Arrabal a engagé Alain Bashung dans son film est qu'il veut utiliser sa chanson Gaby oh Gaby dans la bande son de son film. Mais le chanteur refuse et décide avec Boris Bergman d'écrire de nouvelles chansons pour le film. On y retrouve ainsi des chansons comme Junge Männer présente sur Play Blessures et l'inédit On n'a pas l'air qui ne sort qu'en 2024 dû à un oubli de Boris Bergman.